# Verein gegen Tierfabriken (Schweiz)
Der Verein gegen Tierfabriken Schweiz (VgT) ist eine Schweizer Tierschutz-Organisation. Sie ist in Tuttwil domiziliert. Sie wurde im Jahr 1989 durch Erwin Kessler gegründet, der bis zu seinem Tod 2021 als Präsident und hauptberuflicher Geschäftsführer amtierte. Der Verein zählt heute laut eigenen Angaben rund 30'000 Mitglieder. Seit April 2007 versteht sich der VgT auch als Partei.

## Geschichte
Im Jahr 1989 gründete Erwin Kessler, vom Schweizer Tierschutz (STS) enttäuscht, weil sich dieser seiner Auffassung nach nur auf Katzen und Hunde beschränkte, den Verein gegen Tierfabriken. Ins Zentrum der Vereinsarbeit setzte er den Nutztierschutz, später auch den Versuchstierschutz.
2021 starb Kessler, seine engste Vertraute und Vizepräsidentin des VgT Sonja Tonelli will die Arbeit von Kessler weiterführen.

### Konflikt mit  Liechtenstein
Im November 1992 verteilte der VgT in Liechtenstein Flugblätter, die sich gegen die in Österreich gelegene fürstliche Intensiv-Schweinehaltung mit rund 10.000 Tieren richtete. Der Vorwurf: Die Schweine seien dort tierquälerischen Haltungsbedingungen ausgesetzt. Diese Flugblatt-Aktionen wurden polizeilich unterbunden. Der VgT reagierte darauf mit weiteren Aktionen, etwa dem Abwurf von über 1000 Flugblättern mit Hilfe eines Modellbau-Helikopters direkt über dem Vaduzer Schloss von Fürst Hans-Adam II.

### Streit um Werbespots
1994 wollte der VgT im Schweizer Fernsehen einen Werbespot zeigen, in dem aufgerufen wurde, weniger Fleisch zu essen. Das Schweizer Fernsehen lehnte die Ausstrahlung mit der Begründung ab, dass es sich um politische Werbung handle. Der Europäische Menschenrechtsgerichtshof in Strassburg unterstützte schliesslich 2001 die Forderung des VgT nach Meinungsfreiheit letztinstanzlich. Als Erwin Kessler in den Vorspann des Filmes schreiben wollte, dass das Schweizer Fernsehen diesen Beitrag eigentlich nicht senden wolle, kam es zu einem erneuten Prozess. 2009 stützte die grosse Kammer des Menschenrechtsgerichtshofs, nach einer neuerlichen Revisionsforderung des Eidgenössischen Justizdepartements, die Position des VgT. Vom 27. bis 29. Januar 2010 wurde schliesslich der Werbespot doch noch im Schweizer Fernsehen ausgestrahlt, nach insgesamt 16 Jahren Gerichtsverfahren.
2011 wollte das SRF einen Werbespot nicht senden, in dem gesagt wurde: «Was das Schweizer Fernsehen totschweigt», da er geschäfts- und rufschädigend sei. Das Bundesgericht verordnete jedoch eine Ausstrahlungspflicht, woraufhin die SRG denn Fall vor den Europäischen Menschenrechtsgerichtshof weiterzog. Im Dezember 2020 entschied das Gericht gegen die SRG und die damalige Vermarktungsorganisation publisuisse. Der VgT hat den Fall gewonnen.
Im Dezember 2014 schaltete der VgT wiederum eine Werbung gegen Fleischkonsum und für den Veganismus. Das Schweizer Fernsehen sah keine Rechtsgrundlage, um die Ausstrahlung verweigern zu können.

## Methoden
Die Mitglieder werden angehalten, allfällige Missstände dem Vorstand zu melden, damit dieser Massnahmen ergreifen kann. In erster Linie wird in sogenannten Tierfabriken, d. h. Landwirtschafts-Betrieben mit intensiver Tierhaltung, heimlich fotografiert oder gefilmt, was der Organisation regelmässig den Vorwurf des Hausfriedensbruchs einbringt. Präsident Erwin Kessler definiert seinen VgT als gewaltfrei.
Die Mitglieder des VgT schreiben regelmässig Leserbriefe. Vor allem in der Thurgauer Zeitung und dem St. Galler Tagblatt, aber auch in der NZZ.
Der VgT führt zahlreiche Standaktionen durch, beispielsweise im Zusammenhang mit einer Abwahlkampagne gegen einen Wiler Stadtrat oder eine Verteilaktion gegen Pelzverkauf bei Mode Weber in St. Gallen und Wil.
Der VgT führt mit den "VgT-Nachrichten" seit 1993 eine Hauszeitschrift. Diese Zeitschrift lässt der VgT in unregelmässigen Abständen in Grossauflagen im ganzen Land verteilen. Die Schweizer Post verweigerte im Dezember 1999 die Annahme eines solchen Auftrages mit der Begründung, ihren eigenen Ruf nicht beschädigen zu wollen. Kessler erstritt vor dem Schweizer Bundesgericht jedoch erfolgreich das Recht, die Sendung von der Post als unadressierte Massensendung an alle Haushalte ausliefern zu lassen.